# Thonet (azienda)
Thonet GmbH è un'azienda tedesca di arredamento di proprietà della famiglia Thonet con sede in Germania, in Assia nella città di Frankenberg (Eder).

## Storia

### XIX secolo

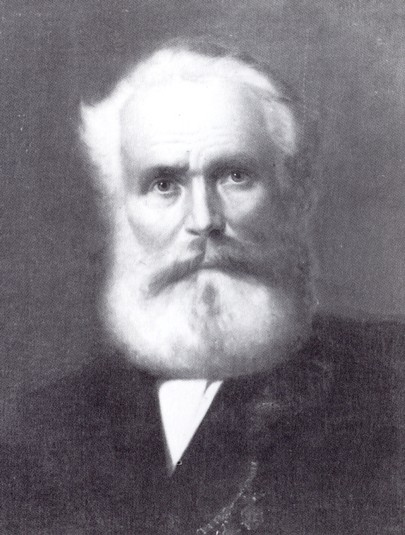
Michael Thonet

Michael Thonet ha sviluppato nel suo primo laboratorio a Boppard, sul Reno, aperto nel 1819, le tecniche di lavorazione del legno curvato. Nel 1830 ha prodotto i primi pezzi in multistrato curvato. Nel 1859 la società conosce il successo grazie alla Sedia Nr. 14, divenuta subito nota come sedia Vienna. Il 1º novembre 1853 Michael Thonet intesta la società ai figli pur continuando a lavorare per l'azienda di famiglia fino alla sua morte. La società viene registrata col nome "Gebrüder Thonet". Poiché lo stabilimento originario di Vienna in Gumpendorferstraße era diventato troppo piccolo, con la crescente domanda e l'espansione del business, Thonet apre nel 1853 un nuovo opificio situato accanto alla linea Sechshauser, appartenente all'ex maniero Gumpendorf Mollardmühle. Lì vennero impiegati inizialmente 42 lavoratori e venne utilizzato il primo motore a vapore per il funzionamento dei macchinari, fino ad allora solo manuale.

Il business era in continua espansione e il costante aumento le vendite di mobili in legno curvato rese presto inadeguato l'impianto di Mollardmühle. Il bisogno crescente di legname rese necessario pensare allo spostamento degli impianti in una zona boschiva e ben popolata, così da avere facile accesso a materie prime e manodopera a basso costo. La scelta cadde sui territori occidentali situati a tre miglia a nord della stazione ferroviaria Bisenz-Pisek, a Gaya in Moravia.

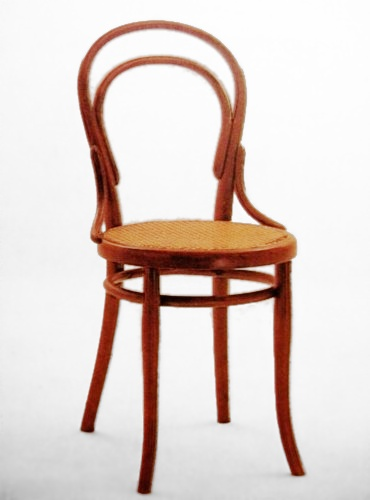
Uno dei primi modelli della celebre sedia Nr. 14 (oggi 214)

Dopo aver firmato con il proprietario dei terreni circostanti l'abitato di Koritschan, Hermann Wittgenstein, un contratto pluriennale di fornitura di legno, fu costruita nel 1856 la prima grande fabbrica per la produzione di mobili in legno curvato. Michael Thonet trasferì quindi parte della produzione nella primavera del 1856 da Vienna a Koritschan, lasciando i suoi figli a capo della fabbrica di Vienna. Michael Thonet personalmente contribuì a redigere i progetti della fabbrica e supervisionò la sua costruzione e layout.
Il 10 luglio 1856 iniziò una nuova era per la Gebrüder Thonet sulla produzione di sedie e gambe del tavolo in legno curvato, la cui flessione fu resa possibile grazie al nuovo metodo, che prevedeva l'esposizione al vapore acqueo o acqua bollente.
La messa in servizio dell'impianto Koritschan ebbe luogo nel 1857. Qui la produzione fu organizzata in modo tale da porre le fondamenta per un nuovo sviluppo ed espansione, introducendo la divisione del lavoro. Gli operai specializzati vennero utilizzati per il processo produttivo vero e proprio, mentre per le operazioni collaterali si utilizzava manodopera non specializzata. Operai più giovani, per lo più donne furono impiegati nei lavori più leggeri come lucidatura ed intreccio. Fu avviata quindi una scuola di specializzazione professionale per istruire sulle tecniche di produzione del legno curvato, la cui frequenza divenne obbligatoria.
L'ulteriore crescita della domanda rese necessaria l'apertura di nuovi impianti. Videro la luce quindi le fabbriche di Bystřice pod Hostýnem (Repubblica Ceca) nel 1862, Hallenkau (Repubblica Ceca) nel 1865, Wsetin (Repubblica Ceca) nel 1868, Radomsko (Polonia) nel 1880 e Frankenberg-Eder (Germania) nel 1890.

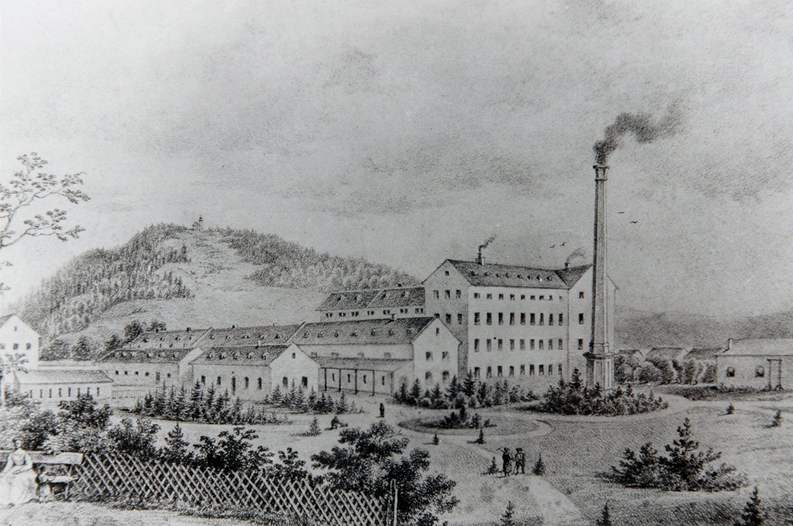
Lo stabilimento Thonet a Bystřice pod Hostýnem in una stampa d'epoca

Il 3 settembre 1897, in occasione delle manovre autunnali, l'Imperatore Francesco Giuseppe I visitò l'impianto di Bystřice pod Hostýnem e ne rimase impressionato tanto da tesserne le lodi. Da allora la società Thonet fu coinvoltà in tutte le principali fiere. Michael Thonet venne insignito dell'Ordine al merito della Corona e della Croce di Cavaliere dell'Ordine di Francesco Giuseppe.
Dopo la morte di Michael Thonet l'azienda e l'intera industria del legno curvato continuò a crescere. Agli inizi del 1900 sono presenti nell'Austria-Ungheria e territori limitrofi 52 aziende con oltre 60 stabilimenti produttivi che impiegano oltre 30.000 persone per la produzione di mobili in legno curvato. Furono sfruttate 150.000 faggete, che venivano costantemente riforestate, e prodotti oltre 140.000 articoli.

### 1900-1945
A causa della lealtà della famiglia Thonet all'imperatore durante la prima guerra mondiale, l'azienda conosce un periodo difficile nell'immediato dopoguerra. Nel 1920 il mercante ebreo Leopold Pilzer, che aveva acquisito molte aziende specializzate nella produzione di mobili unificandole nella Mundus AG, acquisì il controllo di Thonet AG, nel frattempo divenuta società per azioni.

### Il periodo Bauhaus
Lo sviluppo dei modelli in tubolare d'acciaio degli anni Venti e Trenta, grazie al movimento Bauhaus, costituisce una pietra miliare nella storia del mobile moderno. Le forme chiare, aperte e sobrie di questi mobili sono espressione della nuova tendenza architettonica del tempo che prende il nome di “Nuova oggettività”, in linea con uno stile di arredamento radicalmente nuovo. Trasparenza, discrezione e funzionalità caratterizzano tutti i modelli in tubolare d'acciaio progettati in questo periodo. Thonet, sotto la guida di Pilzer, si interessa molto presto a questa tecnologia e diviene negli anni Trenta il maggior produttore al mondo di mobili in tubolare d'acciaio. Proprio grazie a questo nuovo impulso Pilzer riuscì a riportare la società agli utili grazie all'investimento nella produzione di arredo in tubolare di acciaio del Bauhaus, da cui sono scaturiti i progetti di Mies van der Rohe, Le Corbusier e Marcel Breuer.

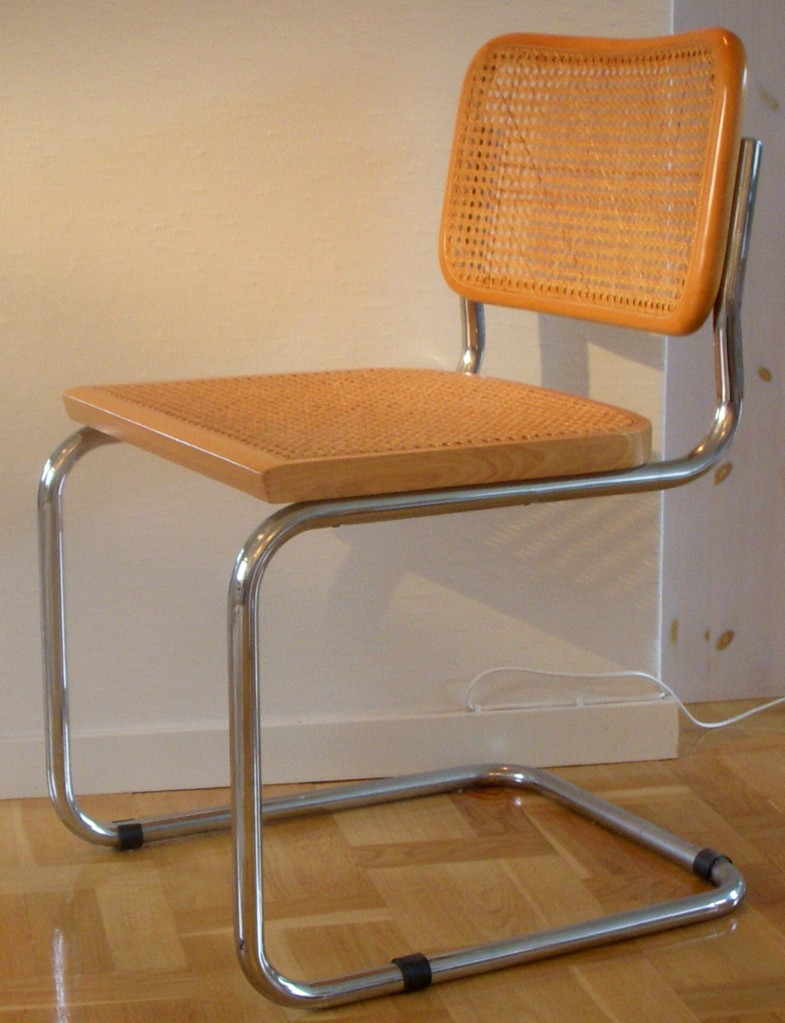
La sedia S 32

La creazione più significativa è la sedia a sbalzo priva di gambe posteriori considerata una delle più importanti innovazioni nel design del XX secolo. Il modello più celebre rimane la Sedia Cesca, codificata nella collezione Thonet come S 32 e tutt'oggi in produzione. Da allora i modelli di famosi designer e architetti del periodo Bauhaus, così come numerosi progetti realizzati in proprio da Thonet costituiscono parte integrante della collezione.
Con l'avvento del nazismo, Pilzer fu costretto ad emigrare e fuggì negli Stati Uniti. La società Thonet AG, in seguito alla Seconda Guerra Mondiale, venne distrutta mentre Pilzer fondò nel Nord America la Thonet Industries.

### Dopoguerra
Dopo la distruzione delle sedi e degli impianti produttivi conseguenti alla guerra e la confisca degli impianti dell'Europa Orientale sotto l'influenza della cortina di ferro, Georg Thonet, un pronipote di Michael Thonet, decide di ricostruire l'impianto di Frankenberg, che era stato bombardato, e fonda nel 1953 la Thonet GmbH.

## La Thonet oggi

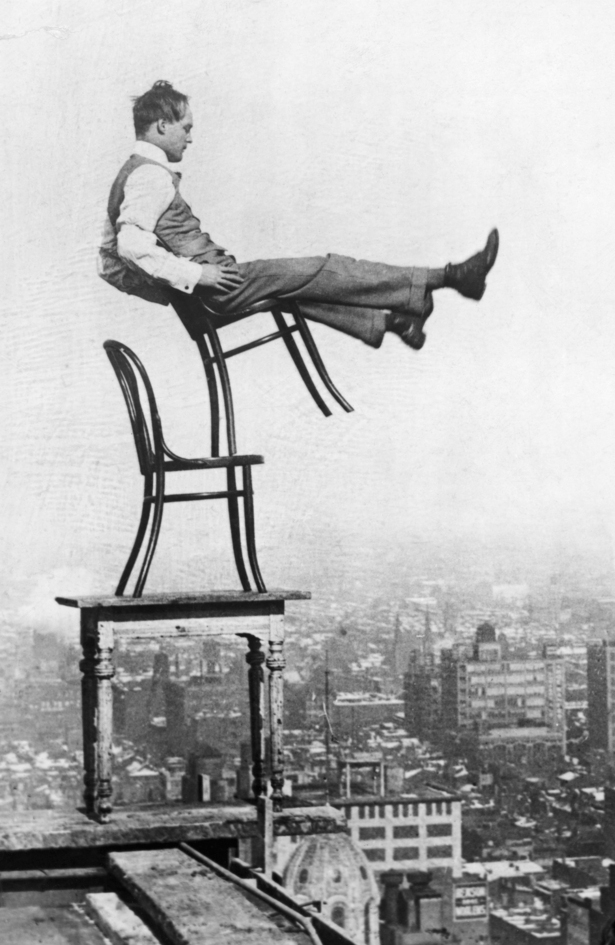
Una immagine divenuta celebre che vede protagonista la sedia 214

La Thonet GmbH, partecipata dei fratelli Thonet, discendenti di Michael Thonet, ha tuttora sede a Frankenberg in Germania, in Assia, rappresenta uno dei principali operatori nel mercato dell'arredamento. È proprietaria dei diritti sul marchio Thonet in alcuni paesi e continua la produzione di alcuni modelli storici, effettuata negli stabilimenti di Frankenberg.
La gamma di prodotti comprende ora i classici, con cui l'azienda è diventata nota, come le opere di noti designer contemporanei come Hadi Teherani, Norman Foster o, Stefan Diez. Oltre ai mobili in legno curvato, fra cui la nota sedia caffè Vienna, oggi edita in una versione successivamente modificata e nota come 214,  sono ancora parte della collezione i mobili in tubolare d'acciaio prodotti negli anni 20 e 30, progettati da Marcel Breuer e Mies van der Rohe. Gli arredi Thonet sono presenti nelle più importanti collezioni di design del mondo, fra cui il Museo di Arte Moderna e la Pinacoteca Moderna a Monaco di Baviera.
Il Museo austriaco delle arti applicate di Vienna ed il museo di Thonet GmbH, inaugurato nel 1989 presso la sede di Thonet GmbH a Frankenberg, in Assia, possiedono una delle più ampie collezioni di sedie originali della Thonet.